# Ulli Stephan
Ulrike „Ulli“ Stephan ist eine deutsche Regisseurin und Drehbuchautorin. Sie schrieb unter anderem das Drehbuch für einige Folgen von Wilsberg und den Spielfilm Im Netz.

## Leben
Ulli Stephan ist in Lauda in Baden-Württemberg aufgewachsen. Sie studierte Theaterwissenschaft und Germanistik und wurde an der Ludwig-Maximilians-Universität München promoviert.
Sie studierte Theaterregie an der New York University und inszenierte in München, New York, Hannover und Nürnberg.
Heute lebt Ulli Stephan in München und Berlin.

## Werk

### Als Drehbuchautorin
- 1990: Requiem für den Wassermann
- 1991: Der Tod kam als Freund
- 1992: Tatort – Falsche Liebe (Fernsehreihe)
- 1994: Um jeden Preis
- 1996: Zwei Leben hat die Liebe
- 1998: Vorübergehend verstorben
- 1999: Lieber böser Weihnachtsmann
- 1999: Verratene Freundschaft – Ein Mann wird zur Gefahr
- 2000: Vor Sonnenuntergang
- 2002: Wilsberg und der Tote im Beichtstuhl (Fernsehserie)
- 2004: Wilsberg – Tod einer Hostess
- 2005: Es ist ein Elch entsprungen
- 2005: Tatort – Nur ein Spiel
- 2005: Wilsberg – Schuld und Sünde
- 2006: Polizeiruf 110 – Traumtod (Fernsehreihe)
- 2007: Polizeiruf 110 – Dunkler Sommer
- 2008: Wilsberg – Interne Affären
- 2009: Alles was recht ist (eine Folge)
- 2011: Ameisen gehen andere Wege
- 2013: Im Netz
- 2013: Fluss des Lebens: Verloren am Amazonas
- 2014: Ohne Dich
- 2021–2023: Der Masuren-Krimi

### Als Regisseurin
- 1990: Requiem für den Wassermann

## Auszeichnungen
- 2011: Schülerbiber der Biberacher Filmfestspiele